# Egyptská hokejová reprezentace
Egyptská hokejová reprezentace je národní hokejové mužstvo Egypta. Egypt dosud nemá vlastní federaci ani svaz, ale skupina hráčů tvoří národní tým a v roce 2017 Egypt odehrál 2 exhibiční zápasy v Quebecu v Saint-Laurentu proti Libanonu a Maroku. Egypt není členem Mezinárodní federace ledního hokeje a nemůže se proto účastnit mistrovství světa ani zimních olympijských her.

## Mezistátní utkání Egypta
2. září 2017  Libanon 5:0 Egypt 
3. září 2017  Egypt 3:2 Maroko 